# 능동적 형태 모델

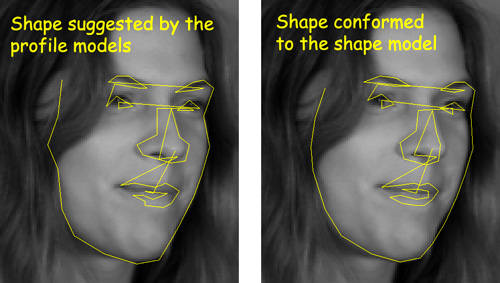
형태 모델의 동작.

능동적 형태 모델(Active Shape Model, ASM)은 점 분포 모델을 사용하여 형태를 표현한 후 입력 영상에서 특정 물체(예: 얼굴, 손)을 가장 잘 표현하는 점 분포 모델의 파라미터를 찾는 기술이다.

## 같이 보기
- 점 분포 모델